# Anita Kajlichová
Anita Kajlichová (* 24. února 1939 Bratislava) je slovenská herečka.
Nejvíce se proslavila jako hlavní hrdinka sci-fi filmu Muž z prvního století o čalouníkovi, který nedopatřením vzlétne do vesmíru a vrátí se na Zem až v roce 2500. Režisérem tohoto filmu z roku 1961 byl Oldřich Lipský. Anita Kajlichová v něm zahrála postavu Evy. V době natáčení snímku byla již známá z televizního pořadu 10x odpověz.

## Filmografie
1961 Muž z prvního století